# Torneo de Birmingham 2022
El  Nature Valley Classic 2022 fue la 40.ª edición de este torneo de tenis femenino jugado en césped al aire libre. Se llevó a cabo en el Edgbaston Priory Club de Birmingham (Inglaterra, Reino Unido) entre el 13 y el 19 de junio de 2022.

## Distribución de puntos
| Modalidad           | Campeona | Finalista | Semifinales | Cuartos de final | 2ª ronda | 1ª ronda | Clasificadas | 2ª ronda de clasificación | 1ª ronda de clasificación |
| Individual femenino | 280      | 180       | 110         | 60               | 30       | 1        | 18           | 12                        | 1                         |
| Dobles femenino     | 280      | 180       | 110         | 69               | -        | 1        | -            | -                         | -                         |

## Cabezas de serie

### Individuales femenino
| Tenista          | Ranking | Preclasificada |
| Jeļena Ostapenko | 16      | 1              |
| Simona Halep     | 20      | 2              |
| Camila Giorgi    | 26      | 3              |
| Elise Mertens    | 29      | 4              |
| Petra Kvitová    | 31      | 5              |
| Sorana Cirstea   | 34      | 6              |
| Alison Riske     | 40      | 7              |
| Shuai Zhang      | 41      | 8              |

- Ranking del 12 de junio de 2022.[2]

### Dobles femenino
| Tenista                            | Ranking | Preclasificada |
| Shuai Zhang Elise Mertens          | 5       | 1              |
| Lyudmyla Kichenok Jeļena Ostapenko | 41      | 2              |
| Lucie Hradecká Sania Mirza         | 41      | 3              |
| Shuko Aoyama Hao-ching Chan        | 63      | 4              |

## Campeonas

### Individual femenino
Beatriz Haddad Maia venció a  Shuai Zhang por 5-4, retiro

### Dobles femenino
Lyudmyla Kichenok /  Jeļena Ostapenko vencieron a  Elise Mertens /  Shuai Zhang por walkover